# Berézina
El río Berézina (en bielorruso: Бярэзіна, Biarézina; en ruso: Березина, Bereziná), también conocido como Berésina, es un río de Bielorrusia, afluente del río Dniéper. Tiene una longitud de 613 km y su cuenca hidrográfica abarca unos 24 500 km². Este río está reconocido por la Unesco como reserva de la biosfera.
Asimismo tiene una importante significación histórica, por cuanto importantes hechos en la historia europea tuvieron lugar junto a sus orillas. El 25 de junio de 1708, Carlos XII de Suecia atravesó el río Berézina con su ejército para luchar contra Pedro el Grande en la Gran Guerra del Norte. Un siglo más tarde, el ejército de Napoleón sufriría en las orillas del río Berézina una importante y decisiva masacre en su retirada de la campaña rusa. Incluso hoy, la palabra «bérézina» es sinónimo en Francia de «catástrofe».
Las principales ciudades localizadas en las riberas del Berézina son las siguientes:
- Babruisk;
- Borísov (150 700 hab. en 1999);
- Svietlahorsk.

## Véase también

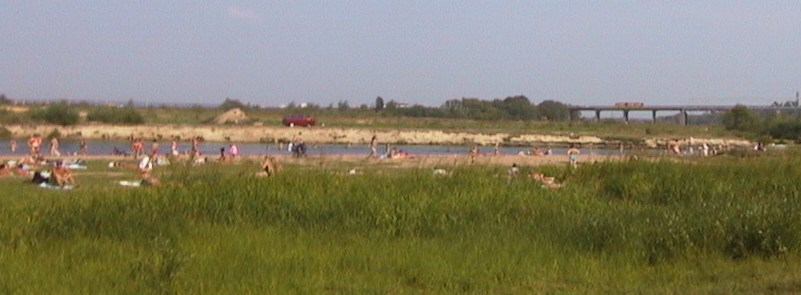
Bañistas en el río Berézina cerca de Barysaŭ.